# خوان سوتو كينتانا
خوان سوتو كينتانا (بالإسبانية: Juan Soto Quintana) هو لاعب كرة قدم تشيلي في مركز الوسط، ولد في 25 يونيو 1956 في سانتياغو في تشيلي. شارك مع منتخب تشيلي لكرة القدم. أما مع النوادي، فقد لعب مع كولو-كولو ونادي أونيفرسيداد دي تشيلي ويونيون إسبانيولا.

## وصلات خارجية
- خوان سوتو كينتانا على موقع ناشيونال فوتبول تيمز (الإنجليزية)
- خوان سوتو كينتانا على موقع عالم كرة القدم.نت (الإنجليزية)